# Luis Normandín
Luis Humberto Normandín (19 settembre 1932 – 11 novembre 2004) è stato un pallanuotista argentino, che ha partecipato alle Olimpiadi di Helsinki 1952.
Ha vinto 1 oro ai Giochi panamericani 1951 e 1955.